# Gregorio Mayans
Gregorio Mayans y Siscar (Oliva, 9 de mayo de 1699-Valencia, 21 de diciembre de 1781) fue un erudito, jurista, historiador, lingüista y polígrafo español; el mayor representante, junto a Benito Jerónimo Feijoo, de la primera Ilustración española, y hermano mayor del también erudito Juan Antonio Mayans (1718-1801).

## Biografía
Su padre, Pascual Mayans, luchó en el bando austracista en la Guerra de Sucesión Española y acompañó al archiduque Carlos a Barcelona en 1706; esto le supondría cierta marginación ulterior a su hijo en la España de los Borbones. Hasta 1713, cuando vuelve a Oliva, estudió con los jesuitas de Cordelles, pero ya en el pueblo natal su abuelo, el abogado Juan Siscar, le incita al estudio del Derecho. Lo cursa en la Universidad de Valencia, donde trata a los novatores más destacados: Tomás Vicente Tosca, Juan Bautista Corachán o Baltasar Iñigo, que le facilitan lecturas esenciales en su formación, como las de Locke y Descartes.    
En 1719 va a Salamanca para profundizar sus estudios jurídicos. Uno de sus profesores, José Borrull, le pone en contacto con el helenista Manuel Martí, deán alicantino, que será su mentor y guía de lecturas clásicas, tanto españolas como latinas o griegas, y que encauzará su vocación hacia las humanidades inclinándole al estudio del Renacimiento y los humanistas españoles del siglo XVI: Antonio de Nebrija, Benito Arias Montano, Fray Luis de Granada y Fray Luis de León, Francisco Sánchez de las Brozas el Brocense, Juan Luis Vives, San Juan de la Cruz, Teresa de Ávila, Miguel de Cervantes, etcétera. Toda su vida se consagrará a recuperar esta tradición, que el gusto ilustrado consideraba dilapidada u olvidada por la España del Barroco.    
Ganó la cátedra de Código Justinianeo de la Universidad de Valencia, pero sus colegas de la Facultad de Derecho le hostigaron continuamente. Tras un panfleto en latín contra sus detractores, publicó en 1725 la Oración en alabanza de las obras de D. Diego Saavedra Fajardo y en 1727 la Oración en la que exhorta a seguir la verdadera idea de la elocuencia española, donde critica los excesos barrocos y pondera la sencillez hispana y ática de los Fray Luises, Vives o el Brocense. Viaja a Madrid en ese año, donde le acogen con afecto el director de la Real Academia Española (Mercurio Antonio López Pacheco, Marqués de Villena), y el Bibliotecario Real (Juan de Ferreras). Se cartea con Benito Jerónimo Feijoo, pero romperá con él, al igual que con el padre Enrique Flórez, por la presunta superficialidad de sus conocimientos.    
Defendió por entonces la reforma de los estudios jurídicos en el sentido de disminuir la preponderancia del derecho romano y aumentar la atención sobre el derecho autóctono español, nudo de una reforma general de la educación que expondrá más tarde, sin fruto, al ministro José Patiño. En esa ocasión recomendaba, por ejemplo, que el latín se enseñe en lengua vulgar y se funde en el estudio de los autores clásicos y no en el latín eclesiástico, opinión que ya sostuvo el humanista español del siglo XVI Pedro Simón Abril.    
En 1730, tras perder en favor de Arbuixerch la pavordía de la universidad valenciana, oposiciones en las que se mezclaron insidias políticas de borbonistas y austracistas, foralistas y antiforalistas y, naturalmente, las envidias y rencores suscitadas entre sus colegas por Mayans, marchó a Madrid, donde consiguió el cargo de bibliotecario regio. Allí editó en 1732 sus Epistolarum libri sex, que le abrieron las puertas entre los humanistas de media Europa, y en 1733 su Orador Cristiano. Durante siete años fue oficial de la Biblioteca Real; en 1740 se retiró a su Oliva natal para dedicarse a sus estudios e investigaciones, pero siguió sosteniendo una activísima correspondencia intelectual con eruditos españoles y extranjeros en latín y en castellano. En 1737 envía la Carta-Dedicatoria al ministro Patiño con un ambicioso plan de renovación académica y cultural de España que ni siquiera recibió respuesta.   

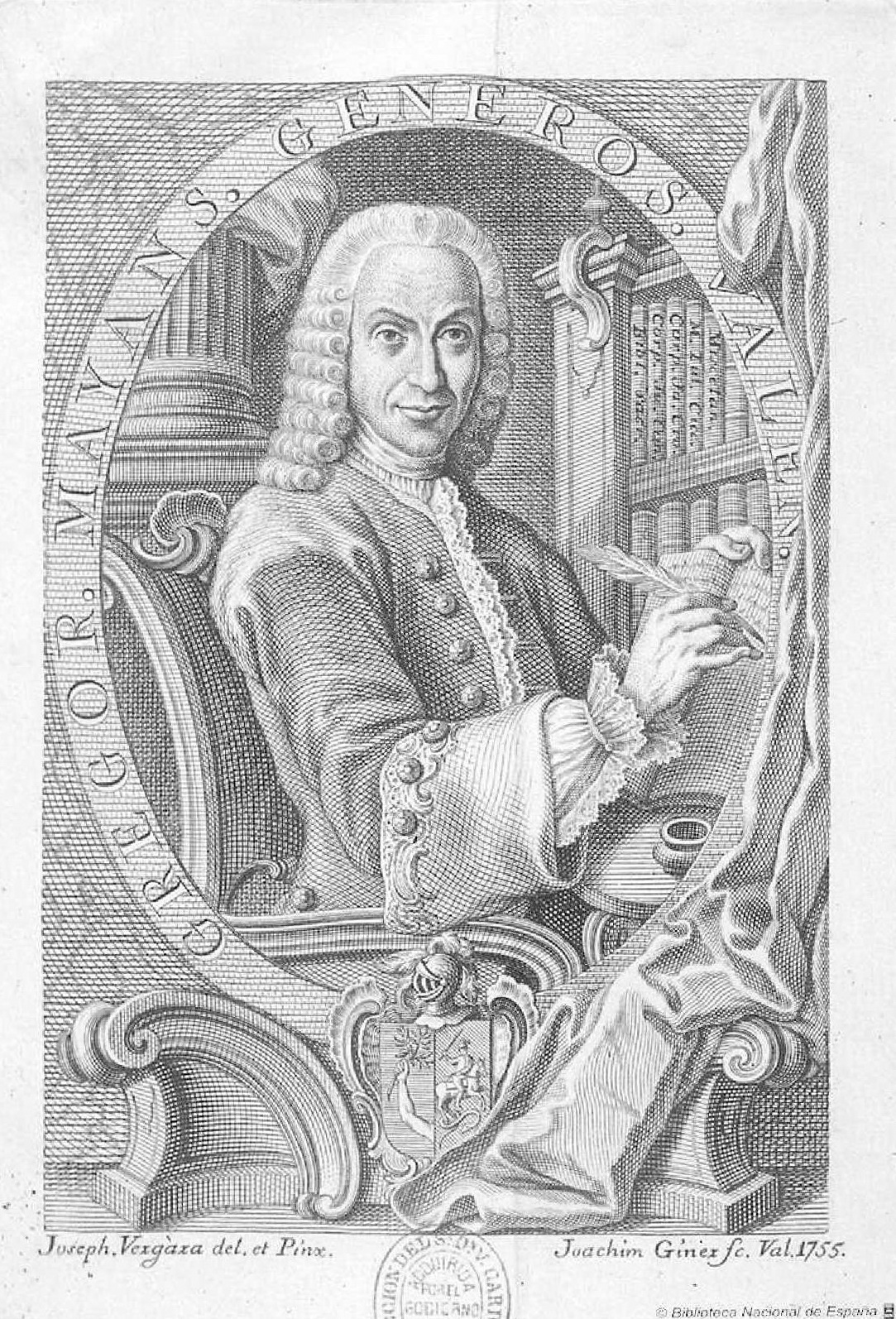
Retrato de Gregorio Mayans y Siscar, buril, 1755. Grabado de Joaquín Giner Grau según dibujo de José Vergara. Madrid, Biblioteca Nacional de España.

Al fin se retira en 1739 a Oliva y se casa con una prima, Margarita Pascual. Funda en 1742 la Academia Valenciana «dedicada a recoger e ilustrar las memorias antiguas y modernas, pertenecientes a las cosas de España». Su censura de la España Primitiva de Francisco Javier de la Huerta y Vega, «fábula indecorosa y opuesta a las verdaderas glorias de España», le enemista con las Academias de la Historia y de la Lengua. Su edición de la Censura de historias fabulosas de Nicolás Antonio enfrentó a la Academia Valenciana con la Inquisición. 
Al llegar Fernando VI al trono, el ministro Ensenada le rescata del forzado retiro y, totalmente reivindicado por Carlos III, le nombra Alcalde de Casa y Corte. Este le encarga, tras la expulsión de los jesuitas (1767), un nuevo plan de educación que los rectores universitarios trocearon y arruinaron sin piedad. Fue socio de la Real Sociedad Económica Valenciana de Amigos del País, en la que ingresó en el año 1776. En Oliva y Valencia lo siguen visitando viejos y nuevos ilustrados: el médico valenciano y filósofo ecléctico Andrés Piquer, Francisco Pérez Bayer, Muñoz, Cerdá Rico, Cavanilles, Blasco, entre otros. Dedicó sus últimos años a preparar la edición de la Obra Completa de su adorado Juan Luis Vives, pero le sorprendió la muerte ya octogenario en 1781. Se encuentra enterrado en la catedral de Valencia.  
Aparte de las obras ya citadas, editó las Advertencias a la historia del padre Mariana del Marqués de Mondéjar y las obras de Antonio Agustín. Admiró especialmente a Ambrosio de Morales y a Páez de Castro. Colaboró en el Diario de los Literatos con el seudónimo de «Plácido Veranio». Publicó unos monumentales Orígenes de la lengua española (1737), donde sacó a la luz por primera vez el Diálogo de la lengua de Juan de Valdés; además, reimprimió dos veces las Reglas de Ortographía de Antonio de Nebrija y compuso una Rhetórica (1757), que es también una interesante antología de la literatura española y un análisis insuperable de la prosa castellana hasta que llegó el Teatro de la elocuencia española de Capmany; es más, a él se le debe también la primera biografía de Miguel de Cervantes, impresa en 1738.
Sostuvo correspondencia con numerosas personalidades de su época, como es el caso del obispo Climent, al que manifestó sus inquietudes en 1768:

Celebro mucho que V.S. Ilma. vaya introduciendo la lengua castellana para que los catalanes se aficionen a los buenos libros que ella tiene, pero siempre es necessaria la conservación de la catalana para la inteligencia de las leyes, escritos antiguos i libros; i para entender mejor la Dotrina Christiana. pues en nuestro reino ai muchos que la aprenden en castellano, i no la entienden porque no saben la lengua extraña, como la nativa.